# Lawrence County (Ohio)
 For alternative betydninger, se Lawrence County. (Se også artikler, som begynder med Lawrence County)
Lawrence County er et county i den amerikanske delstat Ohio. Amtet ligger sydligt i delstaten og grænser op til Jackson County i nord, Gallia County i nordøst, og mod Scioto County i nordvest. Amtet grænser op til delstaterne West Virginia i sydøst og Kentucky i sydvest.
Lawrence Countys totale areal er 1.184 km², hvoraf 6 km² er vand. I 2000 havde amtet 62.319 indbyggere.
Amtets administration ligger i byen Ironton.
Amtet blev grundlagt i 1815 og har fået sit navn efter søofficeren James Lawrence.

## Historie
De tidligste nybyggere,Luke Kelly og hans familie og May Keyser, bosatte sig ved Hanging Rock, ved Ohio River i 1796. Lawrence County blev grundlagt den 20 december, 1816 af områder fra Gallia and Scioto Counties, med Burlington som hovedby. I 1851 blev hovedbyen flyttet fra Burlington, Ohio to Ironton. Et nyt domhus blev bygget på samme tid, men nedbrændte i 1857. Det nuværende domhus er bygget i 1908.

## Demografi
Ifølge folketællingen fra 2000 boede der 62.319  personer i amtet. Der var 24.732 husstande med 17.807 familier. Befolkningstætheden var 53 personer pr. km². Befolkningens etniske sammensætning var som følger: 96.55% hvide, 2.09% afroamerikanere, 0.18% indianere, 0.19% asiater, 0,01% fra Stillehavsøerne, 0.11% af anden oprindelse og 0.88% fra to eller flere etniske grupper.
Der var 24,732 husstande, hvoraf 32.00% havde børn under 18 år boende. 56.00% var ægtepar, som boede sammen, 11.90% havde en enlig kvindelig forsøger som beboer, og 28.00% var ikke-familier. 24.90% af alle husstande bestod af enlige, og i 11.20% af tilfældende boede der en person som var 65 år eller ældre.
Gennemsnitsindkomsten for en hustand var $29,127 årligt, mens gennemsnitsindkomsten for en familie var på $35,308 årligt.